# مايك باركس
مايك باركس (بالإنجليزية: Mike Parkes)‏ مواليد 24 سبتمبر 1931 في ريتشموند، إنجلترا، كان سائق فورملا 1 بريطاني سابق كان قد بدأ مسيرته الاحترافية سنة 1959. كان أول سباق له هو جائزة بريطانيا الكبرى 1959. خاض خلال مسيرته 7 سباقات.

## سباقات شارك فيها
- لو مان 24 ساعة
- بطولة العالم للسيارات الرياضية

## روابط خارجية
- مايك باركس على موقع DriverDB.com (الإنجليزية)